# Myrothamnaceae
Myrothamnaceae Nied. – rodzina roślin okrytonasiennych z rzędu parzeplinowców (Gunnerales). Jest to takson monotypowy – obejmuje jeden rodzaj z dwoma gatunkami. Myrothamnus flabellifolia występuje w południowej Afryce sięgając na północy Angoli i Kenii. Myrothamnus moschatus rośnie na Madagaskarze. Oba gatunki związane są z bardzo suchymi siedliskami, z wychodniami granitowymi i dolomitowymi na rzędnych od 300 do 2400 m n.p.m. Rośliny te są przykładami zmartwychwstanek – roślin bardzo odpornych na długotrwałe susze, silnie odwadniających się i wyglądających w tym czasie na martwe, po czym szybko wchłaniają wodę, gdy pojawi się w zasięgu nie tylko za pośrednictwem korzeni, ale też hydatod w liściach.

## Morfologia

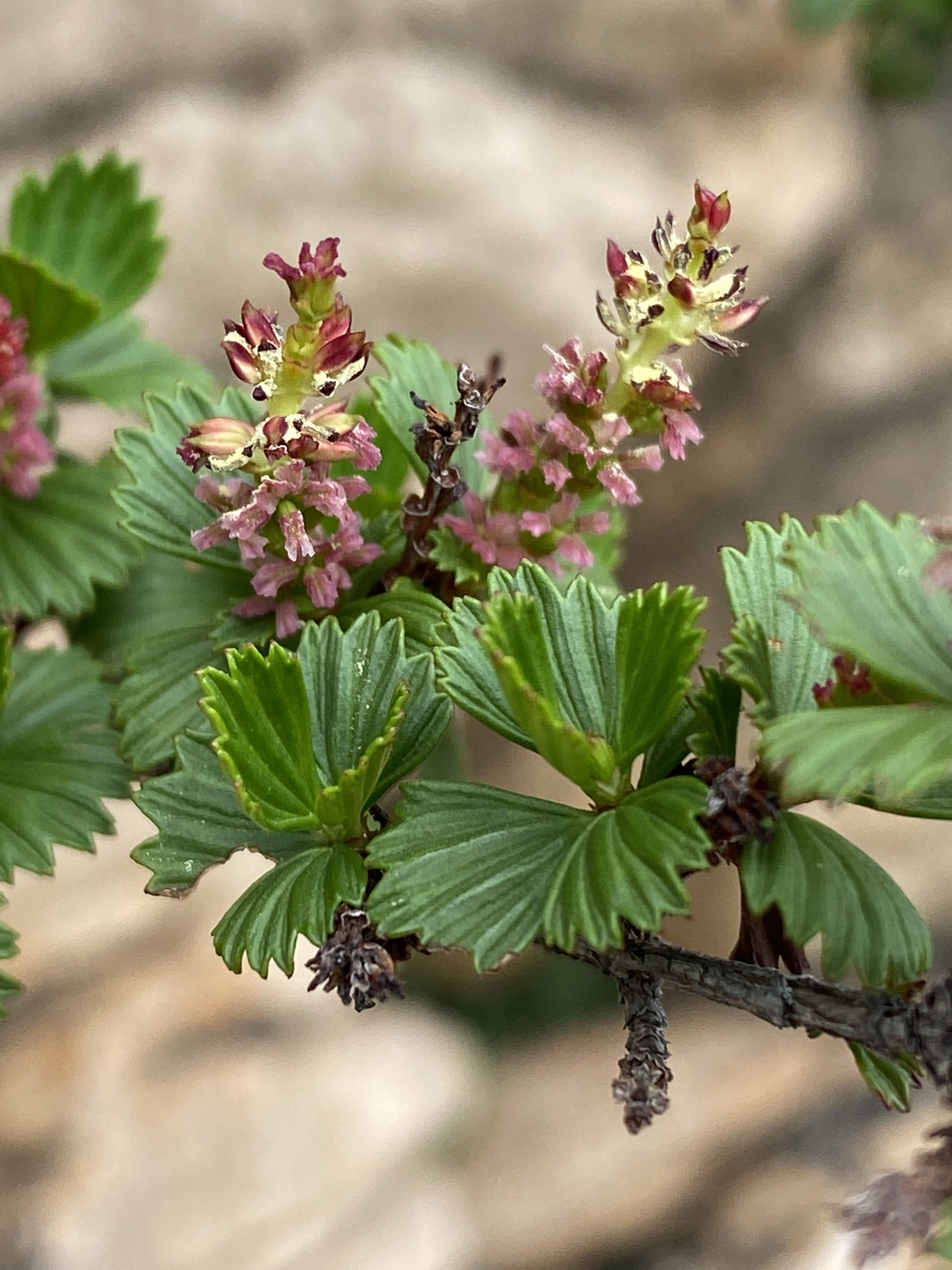
Pęd Myrothamnus flabellifolius z liśćmi i kwiatostanami

PokrójNiewielkie, kserofityczne krzewy o pędach rozgałęziających się sympodialnie, naprzeciwlegle, nagich, tworzących długo- i krótkopędy.
LiścieNaprzeciwległe, drobne, żywiczne. W czasie pory suchej czernieją i zwijają się, zielenią się i prostują podczas pory wilgotnej. Liście są siedzące, z pochwiasto rozszerzoną nasadą (nasady par liści obejmują łodygę) i z przylistkami. Blaszka liściowa niepodzielona, owalna do jajowatej, na szczycie ząbkowana, z użyłkowaniem dłoniastym.
KwiatyDrobne, rozdzielnopłciowe, zebrane w wyprostowanych kłosach i wsparte przysadkami. Ponieważ dolne kwiaty w obrębie kwiatostanu zebrane są w triady, zakłada się, że kwiatostan jest zredukowaną wiechą. Kwiatostany rozwijają się na szczytach krótkopędów. Okwiat zredukowany całkowicie lub w postaci kilku listków (zwykle do czterech, czasem jest ich więcej). Kwiaty męskie zawierają od 3 do 8 pręcików z okazałymi pylnikami. Kwiaty żeńskie składają się ze słupka złożonego z 3–4 owocolistków i odpowiednio takiej samej liczby komór. W każdej z komór rozwijają się 28–32 anatropowe zalążki. Szyjki 3–4 odgięte, zakończone znamionami.
OwoceNiewielkie, skórzaste, suche torebki zawierające drobne (do 0,3 mm długości), jajowate nasiona rozsiewane przez wiatr.

## Systematyka
Pozycja systematyczna
Rodzina w ujęciu APweb (aktualizowany system APG IV z 2016) siostrzana dla parzeplinowatych (Gunneraceae) z rzędu parzeplinowców (Gunnerales), stanowiącego jeden ze starszych kladów dwuliściennych właściwych. W systemie APG II (2003) wyodrębnianie tej rodziny było opcjonalne, rodzaj Myrothamnus mógł być włączany także do szerzej ujmowanej rodziny parzeplinowatych. W dawniejszych systemach klasyfikacyjnych rodzaj uznawany był za bardzo izolowany, sytuowany był blisko grujecznikowatych Cercidiphyllaceae, bukszpanowatych Buxaceae i Geissolomataceae.
Podział rodziny
- rodzaj: Myrothamnus Welwitsch, Ann. Cons. Ultramarino, Parte não off. ('Apont.') ser. 1. 1858: 578. Dec 1859[8]
  - Myrothamnus flabellifolia Welw.
  - Myrothamnus moschatus (Baill.) Baill.